# 7865 Françoisgros
7865 Françoisgros este un asteroid din centura principală, descoperit pe 21 martie 1982, de Henri Debehogne.